# Джемат
Джемат (на сръбски: Џемат) е село в Босна и Херцеговина, разположено в община Власеница, в ентитета на Република Сръбска. Намира се на 539 метра надморска височина. Населението му според преброяването през 2013 г. е 237 души, от тях: 236 (99,57 %) бошняци и 1 (0,42 %) сърбин.

## Население
Численост на населението според преброяванията през годините:
- 1961 – 311 души
- 1971 – 376 души
- 1981 – 489 души
- 1991 – 351 души
- 2013 – 237 души